# Eckhardt
Eckhardt ist ein männlicher Vorname und Familienname.

## Herkunft und Bedeutung
Der Name ist eine Form von Ekkehard. Als Familienname ist es somit ein Patronym.

## Varianten
- Familienname: Eckhart, Eckhard, Eckardt, Eckard, Eckardts, Eckart, Eckert, Eggert, Eggerth, Eggers

## Namensträger

### Vorname
- Eckhardt Bogda (* 1935), deutscher Schauspieler, Regisseur und Hörspielsprecher
- Eckhardt Fuchs (* 1961), deutscher Historiker und Erziehungswissenschaftler
- Eckhardt Kreutzer (1955–2014), deutscher Fußballspieler
- Eckhardt Mater (1935–1996), deutscher Bildhauer und Medailleur
- Eckhardt Rehberg (* 1954), deutscher Politiker (CDU), MdB
- Eckhardt van den Hoogen (* 1951), deutscher Musikwissenschaftler, Musikjournalist und Übersetzer

### Familienname
- Adolph Eckhardt (1868–1942), deutscher Künstler
- Albrecht Eckhardt (1937–2023), deutscher Archivar
- Alfred Eckhardt (Bauingenieur) (1872–1960), deutscher Wasserbauingenieur
- Alfred Eckhardt (1911–1988), deutscher Maler, Keramiker und Restaurator, Dozent der Kunstakademie Düsseldorf
- Andrea G. Eckhardt (* um 1975), deutsche Erziehungswissenschaftlerin
- Andreas Eckhardt (* 1943), deutscher Musikwissenschaftler und Kulturmanager
- August Eckhardt (1868–1919), deutsch-baltischer Geistlicher und Märtyrer
- Bruno Eckhardt (1960–2019), deutscher Physiker
- Carl Adolph Eckhardt (1782–1839), deutscher Jurist, Prokurator und Abgeordneter im ersten kurhessischen Landtag
- Carl Peter Eckhardt (1808–1897), deutscher Porträt- und Genremaler
- Christian Eckhardt (Geodät) (1784–1866), deutscher Geodät
- Christian Eckhardt (Koch) (* 1982), deutscher Koch
- Christian Mueller-Eckhardt (1931–2020), deutscher Immunologe, Transfusionsmediziner und Hochschullehrer
- Eduard Eckhardt (1864–1944), deutscher Anglist und Bibliothekar
- Ezechiel Eckhardt (1595–nach 1673), deutscher Steinmetz und Baumeister
- Ferdinand Eckhardt (1902–1995), österreichisch-kanadischer Kunsthistoriker
- Finn Eckhardt (* 1997), deutscher Basketballspieler
- Franz Eckhardt (Journalist) (1854–1915), österreichischer Journalist und Theaterkritiker
- Franz Eckhardt (Chemiker) (1867–nach 1929), deutscher Nahrungsmittelchemiker und Brauwissenschaftler
- Franz Eckhardt (Bobfahrer) (* 1927), österreichischer Bobfahrer
- Friedrich Wilhelm Eckhardt (1892–1961), deutscher Ingenieur
- Fritz Eckhardt (1907–1995), österreichischer Schauspieler, Autor und Regisseur
- Georg Ludwig Eckhardt (1770–1794), deutscher Maler und Kunstschriftsteller
- Gerry Eckhardt (1902–1984), schwedischer bildender Künstler
- Gisela Eckhardt (1926–2020), deutsche Physikerin und Erfinderin
- Gottfried Eckhardt (1865–1933), deutscher Maler
- Hannelore Eckhardt (* 1954), deutsche Politikerin (SPD)
- Hans Eckhardt (SS-Mitglied) (1915–nach 1945), deutscher SS-Sturmbannführer
- Hans Eckhardt (Polizist) (1921–1972), deutscher Polizist
- Hans-Eckart Eckhardt (1953–2021), deutscher Schauspieler, Synchronsprecher und Regisseur
- Hellmut Eckhardt (1896–1980), deutscher Orthopäde und Eugeniker
- Hermann Eckhardt (1894–?), deutscher Jurist und Landrat
- Jenny Eckhardt (1816–1850), Schweizer Malerin
- Johann Balthasar Eckhardt (1786–1853), deutscher Bierbrauer und Abgeordneter
- Johann Daniel Eckhardt (1836–1896), deutscher Bergarbeiter und Arbeiterführer
- Johann Georg Eckhardt (Goldschmied) (1736–1814), deutscher Goldschmied
- Johann Georg von Eckhardt (1674–1730), deutscher Historiker und Bibliothekar, siehe Johann Georg von Eckhart
- Johann Heinrich Eckhardt (Typograf) (vor 1793–nach 1813), deutsch-schwedischer Typograf und Verleger
- Johann-Heinrich Eckhardt (General) (1896–1945), deutscher Generalleutnant im Zweiten Weltkrieg
- John Eckhardt (* 1974), schwedisch-deutscher Musiker
- Jörg-Detlef Eckhardt (* 1959), deutscher Geologe und Beamter
- Juliane Eckhardt (* 1946), deutsche Germanistin
- Jürgen Eckhardt (* 1938), deutscher Rechtsanwalt
- Kai Eckhardt (* 1961), deutscher Jazzmusiker
- Karl Eckhardt (Pädagoge) (1877–nach 1955), deutscher Pädagoge und pädagogischer Autor
- Karl August Eckhardt (1901–1979), deutscher Jurist und Nationalsozialist
- Klaus Eckhardt (1949–2012), deutscher Autor
- Kurt Eckhardt, auch Curt Eckhardt (1887–1948), deutscher Jurist und Ministerialbeamter
- Lara Eckhardt (* 1996), deutsche Handballspielerin
- Liesel Eckhardt (1880–1967), deutsche Schauspielerin und Hörspielsprecherin
- Maik Eckhardt (* 1970), deutscher Sportschütze
- Melanie Eckhardt (* 1975), österreichische Politikerin (ÖVP)
- Michael Eckhardt (* 1949), deutscher Politiker
- Neele Eckhardt-Noack (* 1992), deutsche Leichtathletin
- Paul Eckhardt (SS-Mitglied) (1898–1948), deutscher SS-Brigadeführer und Regierungspräsident
- Paul-Luis Eckhardt (* 2000), deutscher Fußballspieler
- René Eckhardt (* um 1960), niederländischer Pianist
- Robert C. Eckhardt (1913–2001), US-amerikanischer Politiker
- Sabine Eckhardt (* 1972), deutsche Medienmanagerin
- Sebastian Eckhardt (Maler) (Sebastian Eckardt; 1782–1846), deutscher Maler
- Sebastian Eckhardt (Schauspieler) (* 1961), deutscher Schauspieler, Dozent und Sprechlehrer
- Sophie-Carmen Eckhardt-Gramatté (1899–1974), russische Pianistin
- Tibor Eckhardt (1888–1972), ungarischer Politiker
- Ulrich Eckhardt (* 1934), deutscher Kulturmanager, Musiker und Jurist
- Uta Eckhardt (* 1967), deutsche Leichtathletin
- Victor von Eckhardt (1864–1946), österreichischer Maler
- Viktor Meyer-Eckhardt (1889–1952), deutscher Schriftsteller
- Walter Eckhardt (1906–1994), deutscher Politiker (Bayern) (GB/BHE, CSU)
- Wilhelm Eckhardt (Heimatforscher) (1871–1934), deutscher Rechtsanwalt und Notar, Kommunalpolitiker sowie nordhessischer Regional- und Studentenhistoriker
- Wilhelm Alfred Eckhardt (1929–2019), Direktor des Hessischen Staatsarchivs Marburg (1981–1994)